# Sphex cognatus
Sphex cognatus är en biart som beskrevs av Frederick Smith 1856.
Sphex cognatus ingår i släktet Sphex och familjen grävsteklar. Inga underarter finns listade i Catalogue of Life.